# Windsurf World Cup 2004
Der Windsurf World Cup 2004 begann mit dem Indoor World Cup im Exhibition Centre London (Großbritannien) am 16. Januar 2004 und endete mit dem Racing World Cup in Hyères (Frankreich) am 22. Oktober 2004.

## World-Cup-Wertungen

### Wave
| Rang | Name                   | Land                   |
| ---- | ---------------------- | ---------------------- |
| 01   | Scott McKercher        | Australien             |
| 02   | Vidar Jensen           | Norwegen               |
| 03   | Bjørn Dunkerbeck       | Spanien                |
| 04   | Kevin Pritchard        | Vereinigte Staaten     |
| 05   | Nik Baker              | Vereinigtes Königreich |
| 06   | Víctor Fernández López | Spanien                |
| 07   | Peter Volwater         | Niederlande            |
| 08   | Jonas Ceballos         | Spanien                |
| 09   | Klaas Voget            | Deutschland            |
| 10   | John Skye              | Vereinigtes Königreich |

| Rang | Name                 | Land        |
| ---- | -------------------- | ----------- |
| 01   | Daida Ruano Moreno   | Spanien     |
| 02   | Iballa Ruano Moreno  | Spanien     |
| 03   | Karin Jaggi          | Schweiz     |
| 04   | Nayra Alonso         | Spanien     |
| 05   | Anne-Marie Reichmann | Niederlande |
| 06   | Silva Alba Orozco    | Spanien     |
| 06   | Claudia Vogt         | Österreich  |
| 06   | Steffi Wahl          | Deutschland |
| 09   | Anna Blanch          | Spanien     |
| 09   | Andrea Hausberg      | Deutschland |
| 09   | Ania Ostowska        | Polen       |
| 09   | Frida Wiraeurs       | Schweden    |

### Freestyle
| Rang | Name             | Land                   | Punkte |
| ---- | ---------------- | ---------------------- | ------ |
| 01   | Ricardo Campello | Venezuela              | 6234   |
| 02   | Kauli Seadi      | Brasilien              | 6135   |
| 03   | Douglas Diaz     | Venezuela              | 5970   |
| 04   | Everon Frans     | Bonaire                | 5739   |
| 05   | Elton Frans      | Bonaire                | 5673   |
| 06   | Robby Swift      | Vereinigtes Königreich | 5624   |
| 07   | Colin Sifferle   | Neukaledonien          | 5541   |
| 08   | Diony Guadagnino | Venezuela              | 5508   |
| 09   | Kevin Mevissen   | Niederlande            | 5403   |
| 10   | Remko de Weerd   | Niederlande            | 5310   |

| Rang | Name                | Land        | Punkte |
| ---- | ------------------- | ----------- | ------ |
| 01   | Daida Ruano Moreno  | Spanien     | 6300   |
| 02   | Karin Jaggi         | Schweiz     | 6201   |
| 03   | Nayra Alonso        | Spanien     | 6069   |
| 04   | Silva Alba Orozco   | Spanien     | 5970   |
| 05   | Iballa Ruano Moreno | Spanien     | 5954   |
| 06   | Ania Ostowska       | Polen       | 5739   |
| 07   | Claudia Vogt        | Österreich  | 5394   |
| 08   | Natascha Petersmann | Südafrika   | 5393   |
| 09   | Andrea Hausberg     | Deutschland | 5343   |
| 10   | Marie Tjernberg     | Schweden    | 5277   |

### Race
| Rang | Name                 | Land                   | Punkte |
| ---- | -------------------- | ---------------------- | ------ |
| 01   | Antoine Albeau       | Frankreich             | 6234   |
| 02   | Steve Allen          | Australien             | 6168   |
| 03   | Kevin Pritchard      | Vereinigte Staaten     | 5970   |
| 04   | Micah Buzianis       | Vereinigte Staaten     | 5739   |
| 05   | Ross Williams        | Vereinigtes Königreich | 5706   |
| 06   | Gonzalo Costa Hoevel | Argentinien            | 5442   |
| 07   | Pieter Bijl          | Niederlande            | 5376   |
| 08   | Devon Boulon         | Israel                 | 5343   |
| 09   | Arnon Dagan          | Israel                 | 5310   |
| 10   | Ben van der Steen    | Niederlande            | 5277   |

| Rang | Name                | Land                   | Punkte |
| ---- | ------------------- | ---------------------- | ------ |
| 01   | Allison Shreeve     | Australien             | 4134 * |
| 02   | Lucy Horwood        | Vereinigtes Königreich | 4134   |
| 03   | Dorota Staszewska   | Polen                  | 4101   |
| 04   | Karin Jaggi         | Schweiz                | 2034   |
| 05   | Verena Fauster      | Italien                | 2001   |
| 06   | Christine Johnston  | Vereinigtes Königreich | 1968   |
| 06   | Marianne Tertian    | Frankreich             | 1968   |
| 08   | Amy Carter          | Vereinigtes Königreich | 1935   |
| 08   | Margit Germany      | Österreich             | 1935   |
| 10   | Natascha Petersmann | Südafrika              | 1902   |
| 10   | Marion Raïsi        | Frankreich             | 1902   |

### Super-X
| Rang | Name              | Land                   | Punkte |
| ---- | ----------------- | ---------------------- | ------ |
| 01   | Matt Pritchard    | Vereinigte Staaten     | 6267   |
| 02   | Antoine Albeau    | Frankreich             | 6234   |
| 03   | Robby Swift       | Vereinigtes Königreich | 6003   |
| 04   | Cyril Moussilmani | Frankreich             | 5970   |
| 05   | Peter Volwater    | Niederlande            | 5970   |
| 06   | Nik Baker         | Vereinigtes Königreich | 5805   |
| 07   | Ricardo Campello  | Venezuela              | 5706   |
| 08   | Julian Taboulet   | Frankreich             | 5673   |
| 09   | Diony Guadagnino  | Venezuela              | 5541   |
| 10   | John Skye         | Vereinigtes Königreich | 5475   |

## Podestplatzierungen Männer

### Wave
| Datum               | Ort            | 1. Platz                                                   | 2. Platz                                                   | 3. Platz                                                   |
| ------------------- | -------------- | ---------------------------------------------------------- | ---------------------------------------------------------- | ---------------------------------------------------------- |
| 29.03. – 05.04.2004 | Maui           | Jason Polakow                                              | Josh Angulo                                                | Keith Teboul                                               |
| 11.08. – 18.08.2004 | Pozo Izquierdo | Scott McKercher                                            | Vidar Jensen                                               | Bjørn Dunkerbeck                                           |
| 26.09. – 03.10.2004 | Sylt           | Wegen zu wenig Wind abgebrochen und die Punkte aufgeteilt. | Wegen zu wenig Wind abgebrochen und die Punkte aufgeteilt. | Wegen zu wenig Wind abgebrochen und die Punkte aufgeteilt. |

### Freestyle
| Datum               | Ort            | 1. Platz         | 2. Platz     | 3. Platz         |
| ------------------- | -------------- | ---------------- | ------------ | ---------------- |
| 07.07. – 15.07.2004 | Costa Teguise  | Ricardo Campello | Kauli Seadi  | Diony Guadagnino |
| 17.07. – 25.07.2004 | Costa Calma    | Ricardo Campello | Douglas Diaz | Everon Frans     |
| 11.08. – 18.08.2004 | Pozo Izquierdo | Kauli Seadi      | Elton Frans  | Ricardo Campello |

Es wurde außerdem ein Event als Qualifikationswettkampf ausgetragen:
| Datum               | Ort | 1. Platz                      | 2. Platz                      | 3. Platz                      |
| ------------------- | --- | ----------------------------- | ----------------------------- | ----------------------------- |
| 02.06. – 05.06.2004 | Bol | Wegen zu wenig Wind abgesagt. | Wegen zu wenig Wind abgesagt. | Wegen zu wenig Wind abgesagt. |

### Race
| Datum               | Ort          | 1. Platz                      | 2. Platz                      | 3. Platz                      |
| ------------------- | ------------ | ----------------------------- | ----------------------------- | ----------------------------- |
| 19.08. – 22.08.2004 | Maspalomas   | Steve Allen                   | Micah Buzianis                | Antoine Albeau                |
| 31.08. – 05.09.2004 | Balatonlelle | Wegen zu wenig Wind abgesagt. | Wegen zu wenig Wind abgesagt. | Wegen zu wenig Wind abgesagt. |
| 26.09. – 03.10.2004 | Sylt         | Antoine Albeau                | Ross Williams                 | Steve Allen                   |
| 17.10. – 22.10.2004 | Hyères       | Antoine Albeau                | Wojtek Brozowski              | Steve Allen                   |

### Super-X
| Datum               | Ort                | 1. Platz          | 2. Platz       | 3. Platz       |
| ------------------- | ------------------ | ----------------- | -------------- | -------------- |
| 09.04. – 15.04.2004 | Leucate            | Antoine Albeau    | Matt Pritchard | Robby Swift    |
| 08.06. – 13.06.2004 | Sant Pere Pescador | Cyril Moussilmani | Antoine Albeau | Vidar Jensen   |
| 07.07. – 15.07.2004 | Costa Teguise      | Matt Pritchard    | Robby Swift    | Antoine Albeau |
| 17.07. – 25.07.2004 | Costa Calma        | Matt Pritchard    | Antoine Albeau | John Skye      |

### Indoor
| Datum               | Ort    | 1. Platz    | 2. Platz    | 3. Platz         |
| ------------------- | ------ | ----------- | ----------- | ---------------- |
| 16.01. – 18.01.2004 | London | Kauli Seadi | Nik Baker   | Douglas Diaz     |
| 026.03.2004         | Paris  | Robby Naish | Kauli Seadi | Ricardo Campello |

## Podestplatzierungen Frauen

### Wave
| Datum               | Ort            | 1. Platz                      | 2. Platz                      | 3. Platz                      |
| ------------------- | -------------- | ----------------------------- | ----------------------------- | ----------------------------- |
| 29.03. – 05.04.2004 | Maui           | Motoko Sato                   | Karin Jaggi                   | Jenny Ellefson                |
| 11.08. – 18.08.2004 | Pozo Izquierdo | Daida Ruano Moreno            | Iballa Ruano Moreno           | Karin Jaggi                   |
| 26.09. – 03.10.2004 | Sylt           | Wegen zu wenig Wind abgesagt. | Wegen zu wenig Wind abgesagt. | Wegen zu wenig Wind abgesagt. |

### Freestyle
| Datum               | Ort               | 1. Platz           | 2. Platz            | 3. Platz            |
| ------------------- | ----------------- | ------------------ | ------------------- | ------------------- |
| 07.07. – 15.07.2004 | Costa Teguise     | Daida Ruano Moreno | Karin Jaggi         | Nayra Alonso        |
| 17.07. – 25.07.2004 | Costa Calma       | Daida Ruano Moreno | Karin Jaggi         | Nayra Alonso        |
| 11.08. – 18.08.2004 | Pozo Izquierdo    | Daida Ruano Moreno | Karin Jaggi         | Iballa Ruano Moreno |
| 07.09. – 11.09.2004 | Magdalenen-Inseln | Daida Ruano Moreno | Iballa Ruano Moreno | Karin Jaggi         |

### Race
| Datum               | Ort          | 1. Platz                              | 2. Platz                              | 3. Platz                              |
| ------------------- | ------------ | ------------------------------------- | ------------------------------------- | ------------------------------------- |
| 19.08. – 22.08.2004 | Maspalomas   | Allison Shreeve                       | Karin Jaggi                           | Lucy Horwood                          |
| 31.08. – 05.09.2004 | Balatonlelle | Wegen zu wenig Wind abgesagt.         | Wegen zu wenig Wind abgesagt.         | Wegen zu wenig Wind abgesagt.         |
| 26.09. – 03.10.2004 | Sylt         | Wegen zu wenig Starterinnen abgesagt. | Wegen zu wenig Starterinnen abgesagt. | Wegen zu wenig Starterinnen abgesagt. |
| 17.10. – 22.10.2004 | Hyères       | Dorota Staszewska                     | Lucy Horwood                          | Allison Shreeve                       |